# Ozzfest
Ozzfest (укр. Оззфест) — щорічний фестивальний тур США, інколи Європою (а у 2013 році вперше й Японією) за участі багатьох хеві-метал та хард-рок гуртів. Заснували Оззі Осборн та його дружина Шерон Осборн,  які також організовують щорічні гастролі разом із сином Джеком Осборном. На турах Ozzfest виступали багато гуртів різних жанрів: хеві-метал та хард-рок, включно з тими, що грають альтернативний метал, треш-метал, індустріальний метал, металкор, хардкор-панк, дезкор, ню-метал, дез-метал, пост-хардкор, готичний метал та блек-метал. Ozzy Osbourne та Black Sabbath протягом декількох років грали на цих фестивалях.

## Історія

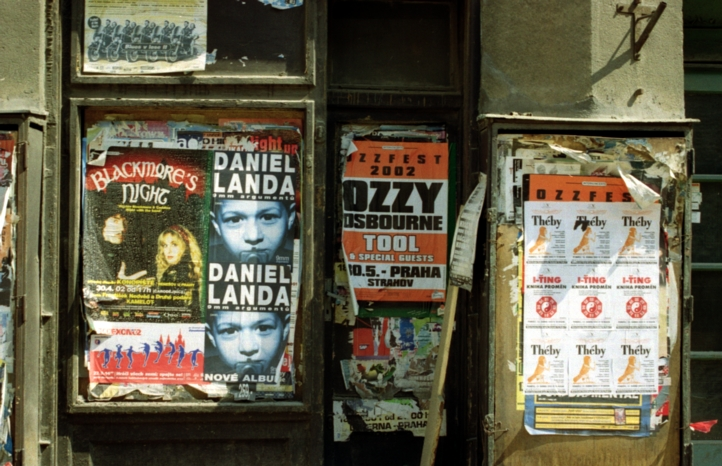
Плакат концертів Ozzfest на дверях магазину в центрі Праги, Чехія (літо 2002).

### 1996–1999: ранні роки
Фестиваль був заснований у 1996 році дружиною і менеджером Озі Осборн, Шерон Осборн, після того, як вона отримала відмову від фесту Лоллапалуоза включити Оззі в перелік учасників. Публіка добре сприйняла перший тур Ozzfest, що спонукало зробити його щорічним.
Перший Ozzfest був дводенним фестивалем, який відбувся у Фініксі, Аризоні та Девор у штаті Каліфорнія 25 та 26 жовтня 1996 року відповідно.
У 1998 році Ozzfest вперше вийшов за межі Сполучених Штатів і відбувся у Великій Британії. Зрештою, фестиваль повертався у Велику Британію у 2001 та 2002 роках.
Концерт 18 липня 1998 року в парку Float Rite був об'єднаний з Warped Tour 1998 року. Захід тривав 12 годин, на шести сценах виступили 48 гуртів. Подія зібрала близько 39 тисяч глядачів.

### 2000–2006: комерційний успіх
На початку 2000-х у фестивалі брали участь такі гурти та виконавці ,як Slipknot, Kittie, Pantera, Marilyn Manson, Mudvayne, Godsmack, Rob Zombie, Incubus, Linkin Park, System of Down, Chevelle, POD та Disturbed. Було випущено два компіляційні альбоми туру Ozzfest, один охоплював вибрані виступи 2001 року,  а інший — 2002 року.

### 2007–2008
7 лютого 2007 року було оголошено, що квитки на Ozzfest 2007 будуть безкоштовними. Квитки розповсюджувались через вебсайти спонсорів, вебсайт Ozzfest і тими, хто викупив наперед очікуваний тоді альбом Ozzy Osbourne «Black Rain».
Концерти 2008 року опинились під питанням, оскільки Осборн мав бути головним виконавцем на фестивалі  «Canadian Monsters of Rock». Фестиваль відбувся як одноденний 9 серпня 2008 року у парку Піца Хат у Фриско (Техас). Виступали Metallica та Ozzy Osbourne, а також Джонатан Девіс (фронтмен Korn), Sevendust, DevilDriver, Serj Tankian (фронтмен System of Down), Capirera Conspiracy, Shadows Fall, Apocalyptica та «In This Moment».

### 2010 рік
- На головній сцені [16] виступали: Ozzy Osbourne, Mötley Crüe, Halford, DevilDriver, Nonpoint

### 2013 рік
19 жовтня 2012 року було оголошено, що Оззфест відбудеться 11–12 травня 2013 року в Макухарі Мессе в Чибі (Японія).

### 2016 рік
У 2016 році Ozzfest поєднали з Knotfest. Виступи відбувались 24 та 25 вересня 2016 року в Сан-Бернардіно, штат Каліфорнія, в амфітеатрі Сан-Мануель. У перший день фестивалю було заарештовано 30 осіб, 10 було госпіталозовано з різних причин, головним чином через зловживання алкоголем. Хедлайнерами бути Black Sabbath, Slipknot. протягом трьох днів працювало три сцени, одна з них була названа на честь фронтемена Motörhead — Леммі Кілмістера.

### 2017 рік
Ozzfest знову відбувся спільно з Knotfest під назвою «Ozzfest Meets  Knotfest 2017» та пройшов 4 та 5 листопада 2017 року в Сан-Бернардіно в амфітеатрі імені Глена Хелена.

### 2018 рік
Ozzfest 2018 відбувся в Інглвуді (штат Каліфорнія) 31 грудня 2018 року. виступали Оззі Осборн, Мерілін Менсон, Роб Зомбі, Джонатан Девіс з Korn та Body Count.